# 星野将利
星野 将利（ほしの しょうり、1985年10月15日 - ）は、日本の元ラグビー選手。現在ジャパンラグビーリーグワン釜石シーウェイブスRFCのバックスコーチを務めている。

## プロフィール
- 長野県上伊那郡飯島町出身。
- ポジションはウィング(WTB)。
- 身長 175 cm、体重 82 kg
- ニックネームはショッサン。
- 関東代表に選ばれたことがある[1]。

## 略歴
ラグビーは中学3年生から始めた。
2004年、岡谷工業高校卒業後、明治大学に入る。なお岡谷工業高校時代、第27回高校東西対抗試合に東軍で出場した。
2008年、明治大学卒業後、リコーブラックラムズに加入。同年9月14日に行われたトップイースト11第2節の秋田ノーザンブレッツ戦に途中出場で公式戦初出場を果たす。
2018年、釜石シーウェイブスに加入。
2020年、釜石シーウェイブスを退団した。
2022年、法政大学ラグビー部のディフェンスコーチに就任。